# Jacques Lipchitz

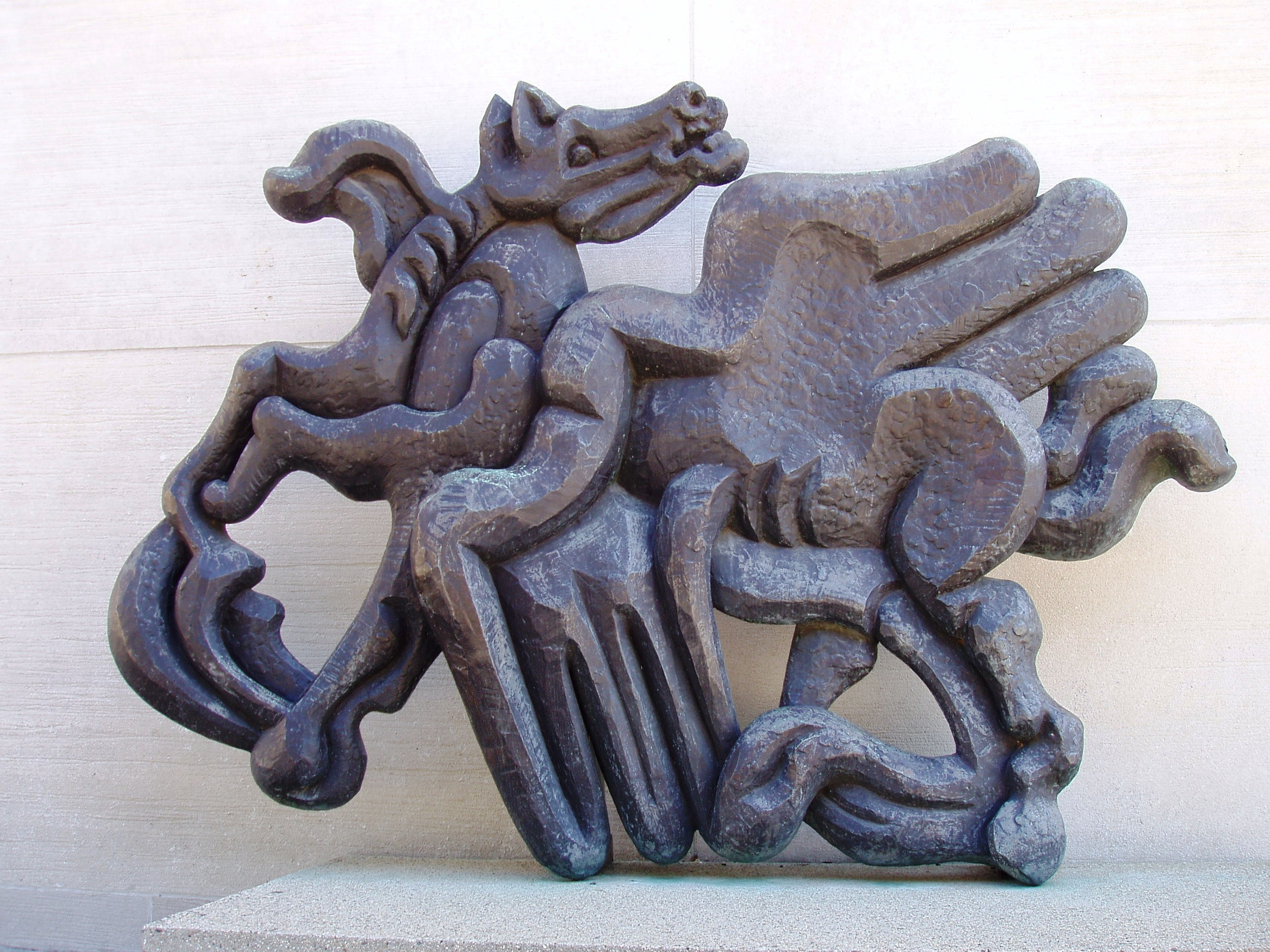
Narodziny muz

Jacques Lipchitz, jid. זשאק ליפשיץ (ur. 22 sierpnia 1891 w Druskienikach na Litwie, zm. 16 maja 1973 na Capri) – francusko-litewski rzeźbiarz pochodzenia żydowskiego.

## Życiorys
Początkowo studiował inżynierię. W 1909 wyjechał do Paryża, gdzie rozpoczął studia w Akademii Sztuk Pięknych. Tam też zaprzyjaźnił się z takimi mistrzami jak Pablo Picasso oraz Amedeo Modigliani. Pod wpływem środowiska, Lipchitz zaczął tworzyć rzeźby kubistyczne. W latach 20. XX wieku eksperymentował z kształtami abstrakcyjnymi, a swoje dzieła określał mianem rzeźb przezroczystych. Początkowo jego rzeźby były inspirowane twórczością Nadelmana. Od roku 1913 do 1920 robi wiele prac pod wpływem kubizmu. Po II wojnie światowej tworzył liryczne dzieła.
W 1924 przyjął obywatelstwo francuskie. Podczas okupacji niemieckiej w czasie II wojny światowej, zagrożony ze względu na swoje pochodzenie, musiał uciec do Stanów Zjednoczonych. Ten plan udało mu się zrealizować z pomocą dziennikarza amerykańskiego Variana Fry'a.
Prace artysty były eksponowane w wielu muzeach Stanów Zjednoczonych. Wrócił do Europy w 1963. Pracował w miasteczku Pietrasanta we Włoszech. W 1972 opublikował swoją autobiografię. Jacques Lipchitz zmarł w 1973 na wyspie Capri. Jego ciało zostało przewiezione do Jerozolimy.
Najsłynniejsze jego dzieła to Akt z gitarą, Głowa, Narodziny Muz, Prometeusz duszący sępa oraz Madonna z Assy.
Jest autorem książki o Modiglianim Amedeo Modigliani (1884-1920) oraz autobiografii My life in Sculpture.